# レステル・モルガン
レステル・モルガン（Léster Morgan Suazo、1976年3月5日 - 2002年11月1日）は、コスタリカの元サッカー選手。元コスタリカ代表。ポジションはゴールキーパー。

## 来歴
1999年に親善試合でコスタリカ代表デビュー。出場機会は無かったが、コパ・アメリカ2001、2002 FIFAワールドカップのメンバーにも選ばれた。コスタリカ代表で通算6試合に出場した。

## 代表歴

### 出場大会
- コスタリカ代表
  - 2002 FIFAワールドカップ

### 試合数
- 国際Aマッチ 6試合 0得点（1999年-2002年）[1]

| コスタリカ代表 | 国際Aマッチ | 国際Aマッチ |
| 年             | 出場        | 得点        |
| -------------- | ----------- | ----------- |
| 1999           | 1           | 0           |
| 2000           | 0           | 0           |
| 2001           | 3           | 0           |
| 2002           | 2           | 0           |
| 通算           | 6           | 0           |